# Argyria auratella
Argyria auratella là một loài bướm đêm trong họ Crambidae.